# سيرجيو فيرير
سيرجيو فيرير (بالإنجليزية: Sergio Ferrer)‏ هو لاعب كرة قاعدة أمريكي، ولد في 29 يناير 1951 في سانتورس ‏ في الولايات المتحدة.

## وصلات خارجية
- سيرجيو فيرير على موقع دوري كرة القاعدة الرئيسي (الإنجليزية)
- سيرجيو فيرير على موقعبيزبول رفرنس.كوم (الدوري الرئيسي) (الإنجليزية)
- سيرجيو فيرير على موقعبيزبول رفرنس.كوم (الدوري الثانوي) (الإنجليزية)
- سيرجيو فيرير على موقع مشجعي الرسوم البيانية (الإنجليزية)